# Cardiaspina tenuitela
Cardiaspina tenuitela är en insektsart som beskrevs av Taylor 1962. Cardiaspina tenuitela ingår i släktet Cardiaspina och familjen rundbladloppor. Inga underarter finns listade i Catalogue of Life.